# خط عرض 56° جنوب
خط عرض 56° جنوب هي إحدى دوائر العرض الجغرافية، وهي دوائر وهمية تحيط بالكرة الأرضية، وموازية لخط الاستواء، وتتميز هذه الدائرة بأن الأراضي الواقعة عليها تنتمي للمنطقة المعتدلة الباردة.

## حول العالم
خط عرض 56° جنوب يبدأ من خط الزوال الأولي ويتجه شرقا ويمر عبر:
| الإحداثيات                          | البلد أو الإقليم أو البحر | ملاحظات                                      |
| ----------------------------------- | ------------------------- | -------------------------------------------- |
| 56°0′S 0°0′E / 56.000°S 0.000°E     | المحيط الأطلسي            |                                              |
| 56°0′S 20°0′E / 56.000°S 20.000°E   | المحيط الهندي             |                                              |
| 56°0′S 147°0′E / 56.000°S 147.000°E | المحيط الهادئ             | مرورا بجنوب Hornos Island (كايب هورن), تشيلي |
| 56°0′S 67°16′W / 56.000°S 67.267°W  | المحيط الأطلسي            |                                              |